# Orłowice

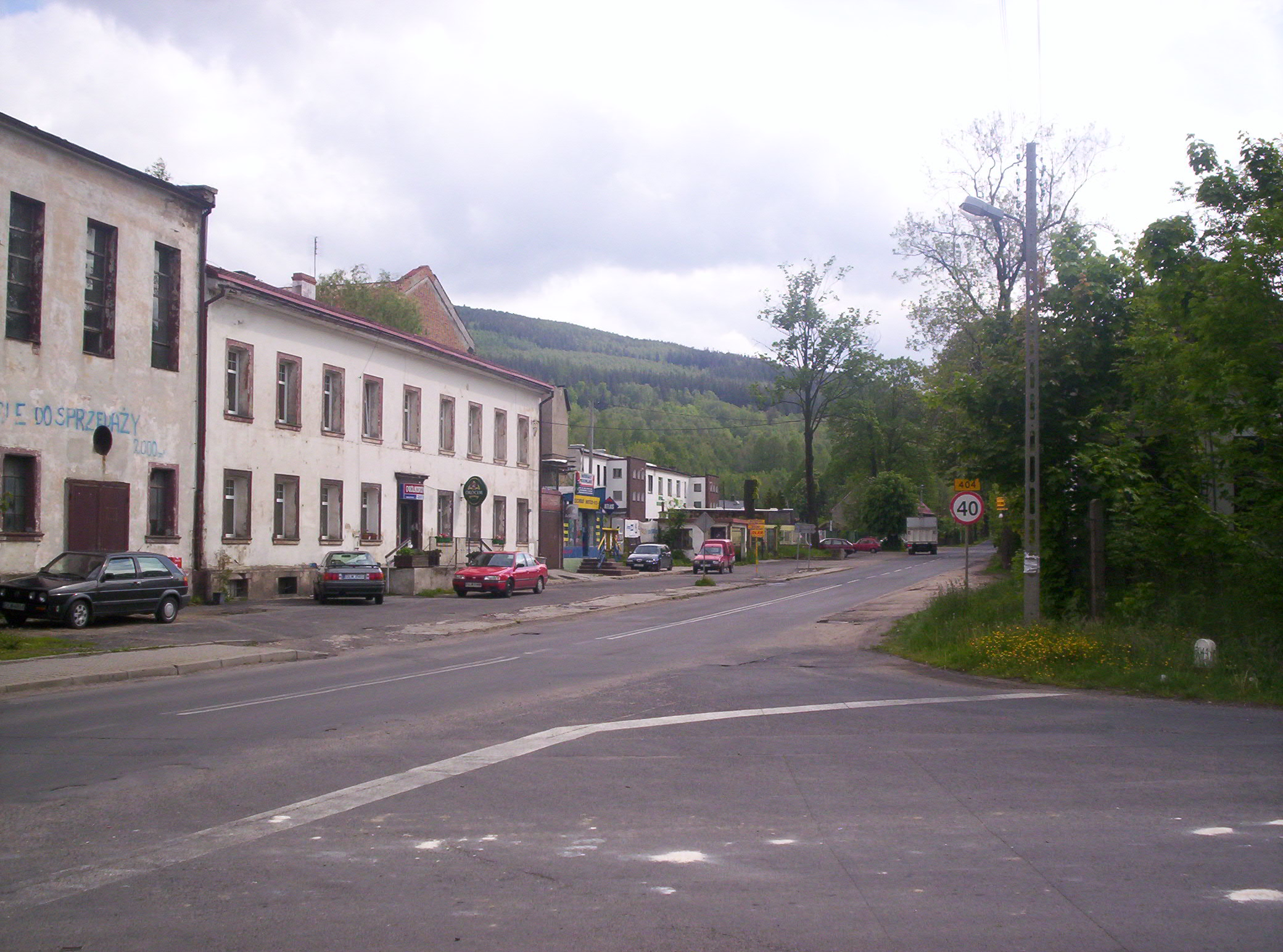
Weg 404

Orłowice is een dorp in de Poolse woiwodschap Neder-Silezië. De plaats maakt deel uit van de gemeente Mirsk en telt 343 inwoners.